# Larry Turner
Larry Turner (Albany, 29 dicembre 1982) è un ex cestista statunitense naturalizzato dominicano, professionista nella NBDL, in Europa e in Asia.